# Gewelfkap

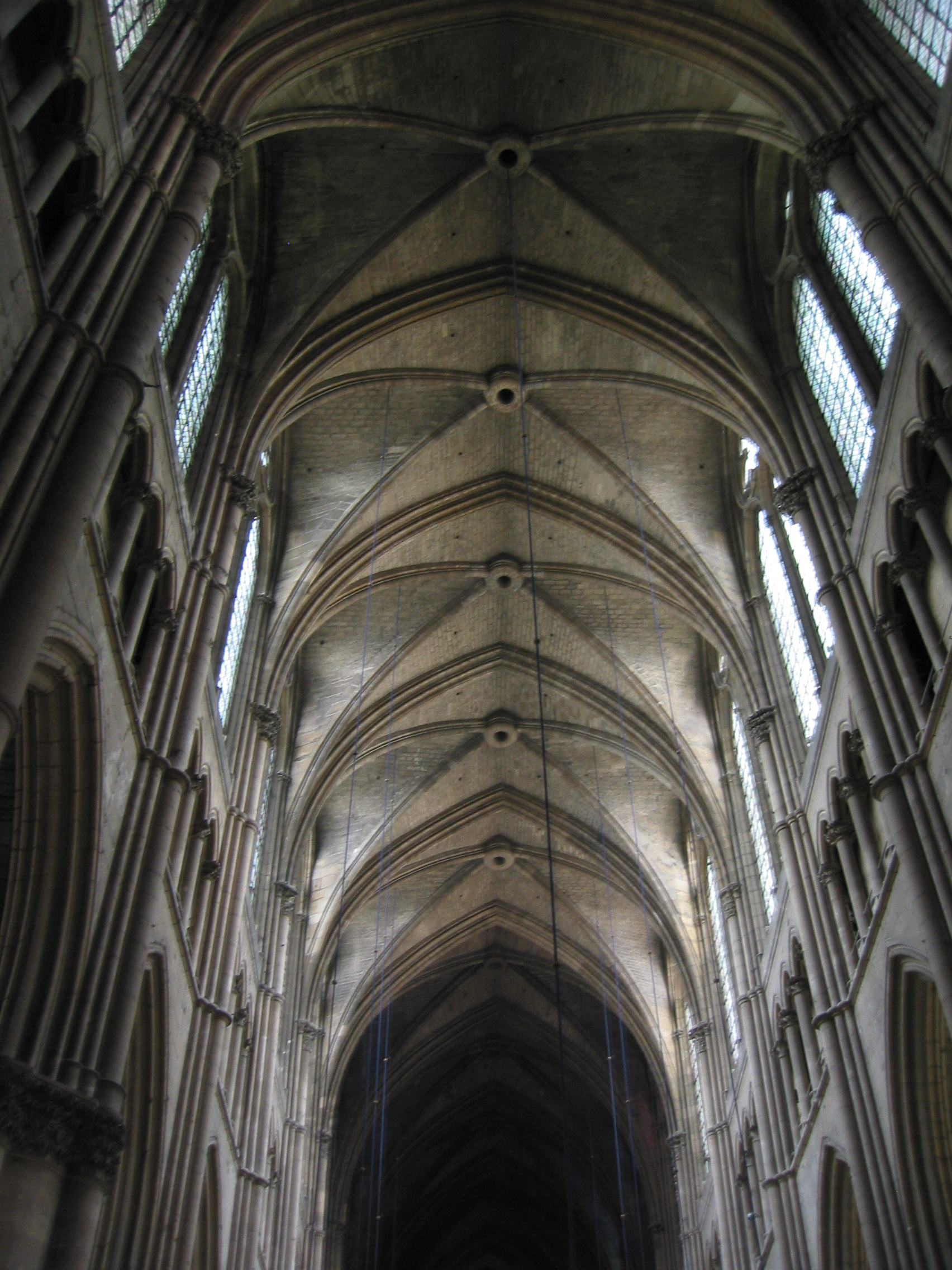
De Kathedraal van Reims heeft kruisribgewelven met per travee vier gewelfkappen gescheiden door gewelfribben

Een gewelfkap, gewelfveld of gewelfvlak is in een gewelf één rechte of gebogen veld waaruit een gewelf is opgebouwd. De term gewelfveld wordt met name gebruikt wanneer een gewelf een complexere structuur heeft, zoals bij een meloengewelf.
Bij graatgewelven, waaronder een kruisgraatgewelf, vormen de graten van het gewelf de scheiding tussen de gewelfkappen. Een kruisgraatgewelf heeft vier gewelfkappen.
Bij ribgewelven, zoals een kruisribgewelf, vormen de gewelfribben de scheiding tussen de gewelfkappen. Een kruisribgewelf heeft vier gewelfkappen.